# Ligamento metacarpiano transversal profundo
El ligamento metacarpiano transversal profundo (también llamado ligamento palmar transversal profundo) es una banda fibrosa estrecha que atraviesa las superficies palmares de las cabezas de los huesos metacarpianos segundo, tercero, cuarto y quinto, conectándolas entre sí. 

## Estructura
El ligamento metacarpiano transversal profundo conecta las superficies palmares de las cabezas de los huesos metacarpianos segundo, tercero, cuarto y quinto. Se mezcla con los ligamentos metacarpofalángicos palmares
Su superficie palmar es cóncava donde pasan los tendones flexores. Detrás de él, los tendones de los músculos interóseos de la mano pasan a sus inserciones. 

## Importancia clínica
En raras ocasiones, el ligamento metacarpiano transversal profundo puede romperse.

## Imágenes adicionales

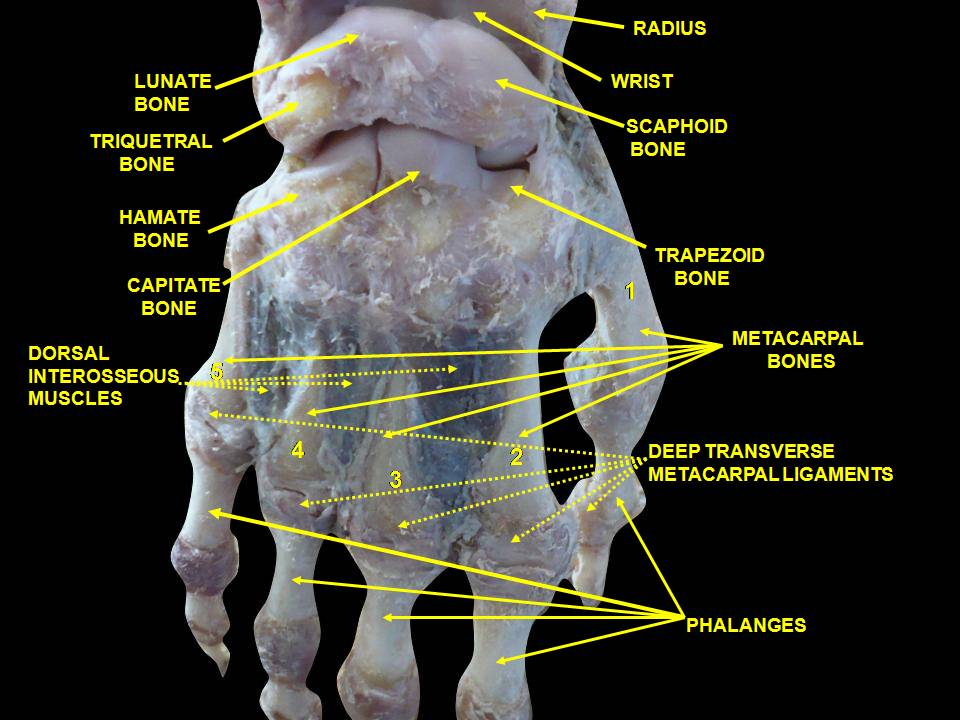
Articulación de la muñeca. Disección profunda. Vista posterior.
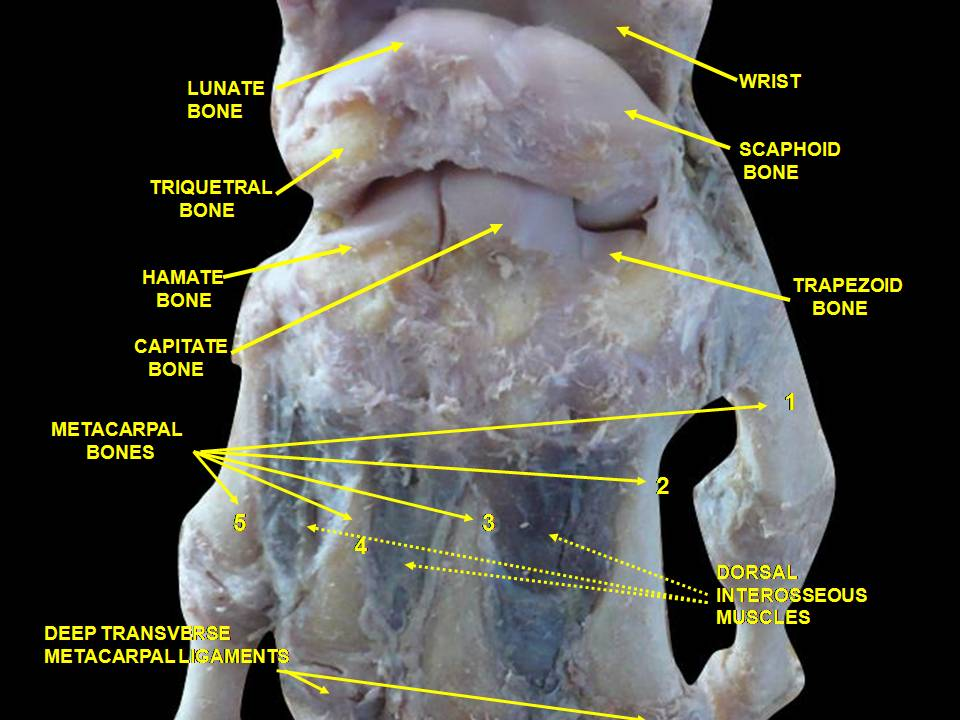
Articulación de la muñeca. Disección profunda. Vista posterior.
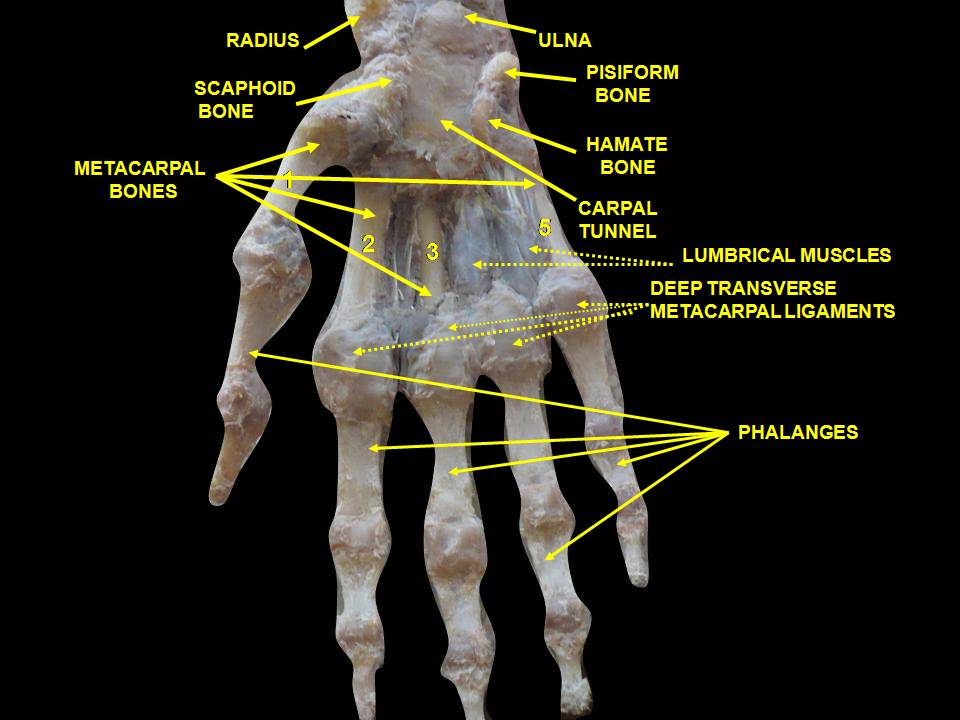
Articulación de la muñeca. Disección profunda. Vista anterior, palmar.
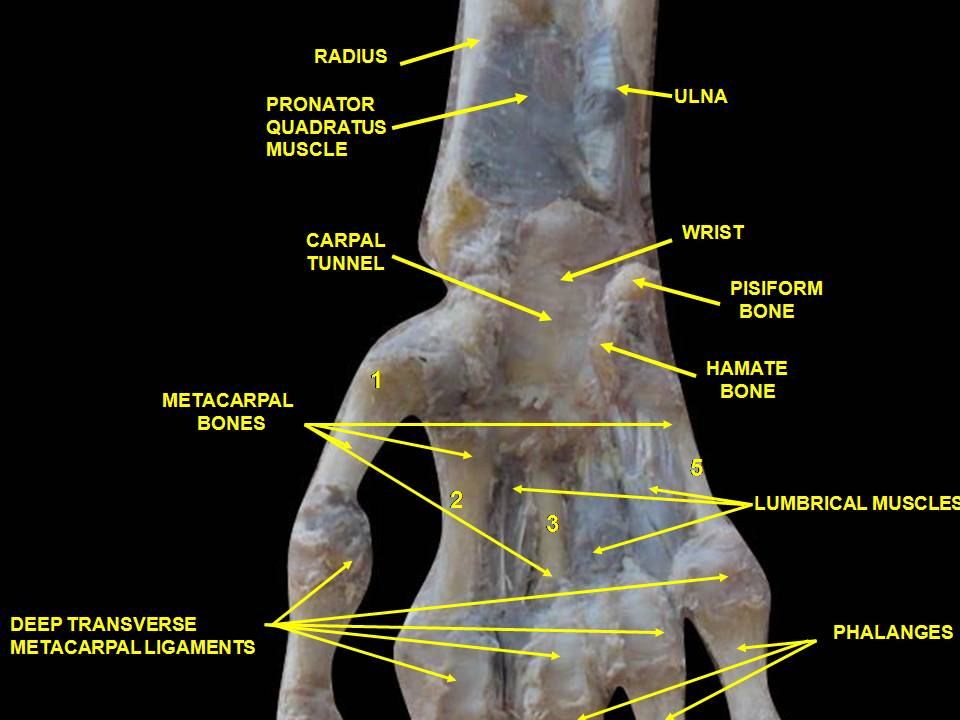
Articulación de la muñeca. Disección profunda. Vista anterior, palmar.
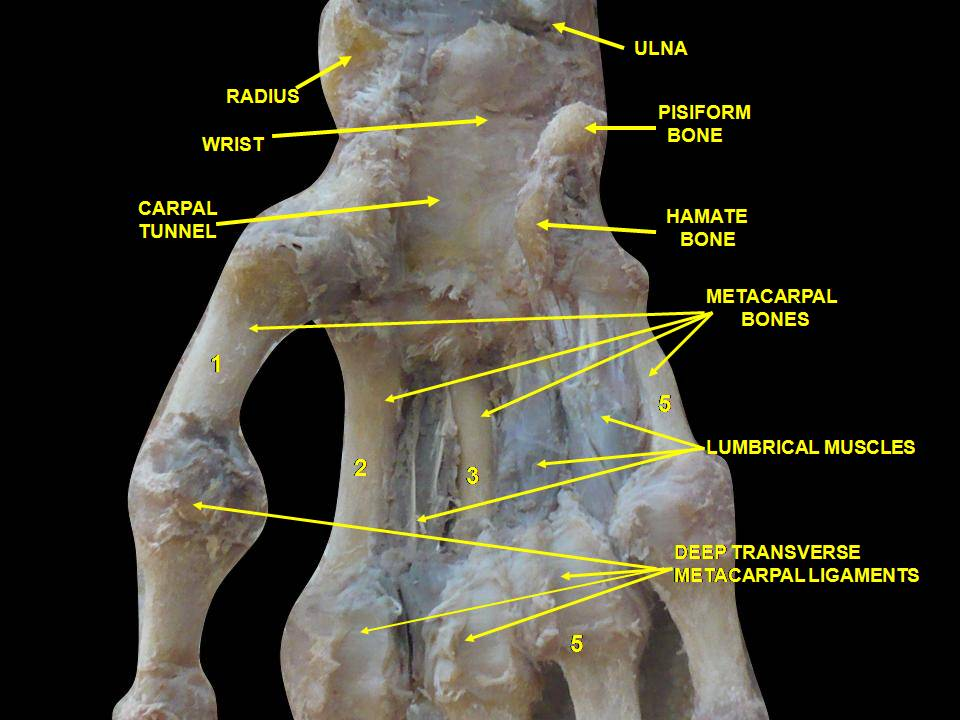
Articulación de la muñeca. Disección profunda. Vista anterior, palmar.
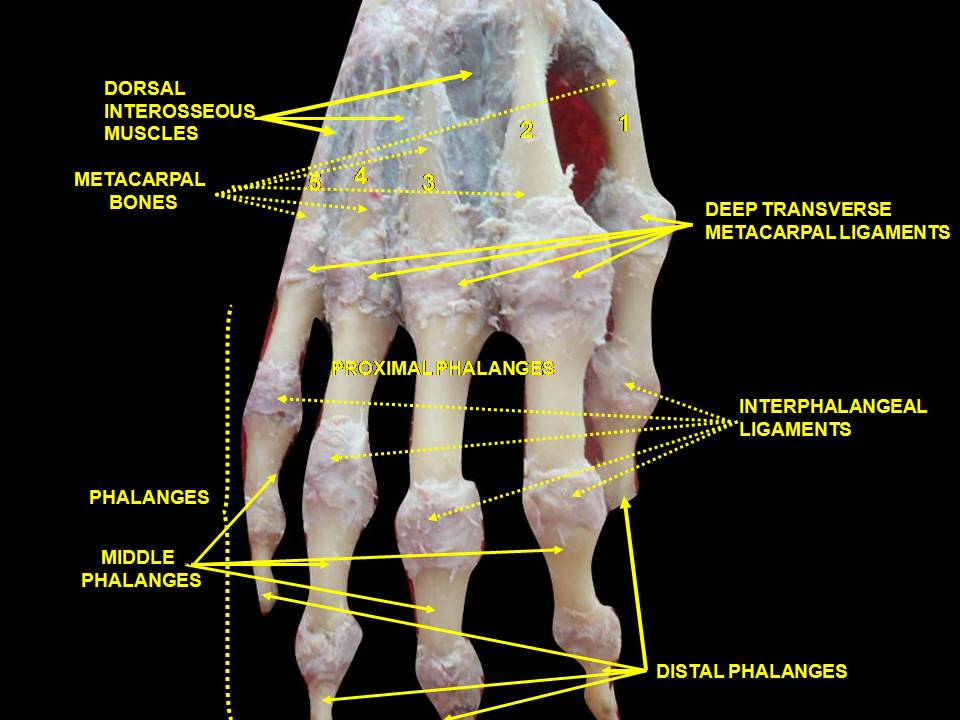
Ligamentos interfalángicos y falanges. Disección profunda. Vista posterior (dorsal).